# تازه‌کند (خیزی)
تازه‌کند (به لاتین: Təzəkənd) یک منطقه مسکونی در جمهوری آذربایجان است که در شهرستان خیزی واقع شده است.